# Otto Kanturek
Otto Kanturek est un directeur de la photographie, réalisateur et monteur autrichien, né le 27 juillet 1897 à Vienne (Autriche ; alors Empire d'Autriche-Hongrie), mort accidentellement le 26 juin 1941 à Cawston (Norfolk, Angleterre).

## Biographie
Après sa formation dans les années 1910, Otto Kanturek devient chef opérateur sur deux courts métrages autrichiens sortis en 1918. À ce poste, il contribue à quatre-vingt-dix films, majoritairement muets et allemands, jusqu'en 1933. 
Fuyant alors le nazisme, il s'installe en Angleterre et collabore, toujours comme directeur de la photographie, à vingt-et-un films (britanniques, excepté une coproduction) jusqu'en 1941. Cette année-là, chargé en seconde équipe des prises de vues aériennes de Un Yankee dans la RAF, il meurt dans la collision de son avion avec un autre.
De sa première période, mentionnons La Femme sur la Lune de Fritz Lang (1929, avec Willy Fritsch et Gerda Maurus). De sa seconde, citons Train de nuit pour Munich de Carol Reed (1940, avec Margaret Lockwood et Rex Harrison).
Par ailleurs, Otto Kanturek est le réalisateur de trois films, les deux premiers tchèques sortis en 1933. Le troisième, musical, est The Student's Romance (avec Patric Knowles), sorti en 1935, dont il est en outre monteur.

## Filmographie partielle

### Première période (1918-1933)
(films allemands, comme directeur de la photographie, sauf mention contraire)
- 1919 : Adrian Vanderstraaten de Robert Land (film autrichien)
- 1920 : Das vierte Gebot de Richard Oswald (film germano-autrichien)
- 1921 : Quatre hommes pour une femme (Vier um die Frau) de Fritz Lang
- 1921 : Die Liebschaften des Hektor Dalmore de Richard Oswald
- 1925 : Der Hahn im Korb de Georg Jacoby
- 1926 : Le Héros de la compagnie (Der Stolz der Kompagnie) de Georg Jacoby
- 1926 : Mademoiselle Josette, ma femme (Fräulein Josette - Meine Frau) de Gaston Ravel (film franco-allemand)
- 1926 : La Carrière d'une midinette (Die Königin des Weltbades) de Victor Janson
- 1926 : Le Violoniste de Florence (Der Geiger von Florenz) de Paul Czinner
- 1927 : Eine tolle Nacht de Richard Oswald
- 1927 : La nuit nuptiale (en) (The Queen Was in the Parlor) de Graham Cutts (film germano-britannique)
- 1927 : Die berühmte Frau de Robert Wiene
- 1927 : Der Geisterzug de Géza von Bolváry (film germano-britannique)
- 1928 : Odette (Mein Leben für das Deine) de Luitz-Morat (film germano-italien)
- 1928 : Die Frau auf der Folter de Robert Wiene
- 1928 : Die Räuberbande d'Hans Behrendt
- 1928 : La Grande Aventurière (Die große Abenteuerin) de Robert Wiene
- 1929 : La Femme sur la Lune (Frau im Mond) de Fritz Lang
- 1929 : The Wrecker (en) de Geza Von Bolvary (film germano-britannique)
- 1929 : Terre sans femmes (Das Land ohne Frauen) de Carmine Gallone
- 1930 : Die Lindenwirtin de Georg Jacoby
- 1930 : Kohlhiesels Töchter d'Hans Behrendt
- 1930 : Komm' zu mir zum Rendezvous de Carl Boese
- 1930 : L'amour chante de Robert Florey (film franco-allemand ; version française de Komm' zu mir zum Rendezvous)
- 1931 : Ihre Majestät die Liebe de Joe May
- 1931 : Drei Tage Liebe d'Heinz Hilpert
- 1931 : 24 Stunden aus dem Leben einer Frau de Robert Land
- 1931 : Ein Nacht im Grandhotel de Max Neufeld (version française : La Femme de mes rêves)
- 1932 : Unter falscher Flagge de Johannes Meyer
- 1932 : Zwei in einen Auto de Joe May
- 1932 : Sehnsucht 202 de Max Neufeld (film germano-autrichien)
- 1932 : Une jeune fille et un million de Fred Ellis et Max Neufeld (film franco-allemand ; version française de Sehnsucht 202)
- 1932 : Mädchen zum Heiraten de Wilhelm Thiele
- 1933 : V tom domecku pod Emauzy (film tchèque, comme réalisateur)
- 1933 : Das Glück von Grinzing (film tchèque, comme réalisateur)
- 1933 : Ein Lied für dich de Joe May
- 1933 : Tout pour l'amour d'Henri-Georges Clouzot et Joe May (film franco-allemand ; version française d’Ein Lied für dich)
- 1933 : Muß man sich gleich scheiden lassen d'Hans Behrendt
- 1933 : Großfürstin Alexandra de Wilhelm Thiele (film autrichien)

### Seconde période (1933-1941)
(films britanniques, comme directeur de la photographie, sauf mention contraire)
- 1934 : Freedom of the Seas de Marcel Varnel
- 1934 : Mister Cinders de Frederic Zelnik
- 1935 : Le Sultan rouge (Abdul the Damned) de Karl Grune
- 1935 : The Student's Romance (comme réalisateur et monteur)
- 1936 : Pagliacci de Karl Grune (film italo-britannique)
- 1936 : Love in Exile d'Alfred L. Werker
- 1938 : Queer Cargo d'Harold D. Schuster
- 1938 : Hold my Hand (en) de Thornton Freeland
- 1938 : Housemaster d'Herbert Brenon
- 1938 : Over she goes de Graham Cutts
- 1939 : Shipyard Sally de Monty Banks
- 1939 : So this is London (en) de Thornton Freeland
- 1940 : L'aventure est commencée (Ten Days in Paris) de Tim Whelan
- 1940 : Train de nuit pour Munich (Night Train to Munich) de Carol Reed
- 1941 : Un Yankee dans la RAF (A Yank in the R.A.F.) d'Henry King (film américain ; prises de vues aériennes)